# Rhamnus crocea
Rhamnus crocea är en brakvedsväxtart. Rhamnus crocea ingår i släktet getaplar, och familjen brakvedsväxter.

## Underarter
Arten delas in i följande underarter:
- R. c. crocea
- R. c. pilosa

## Bildgalleri

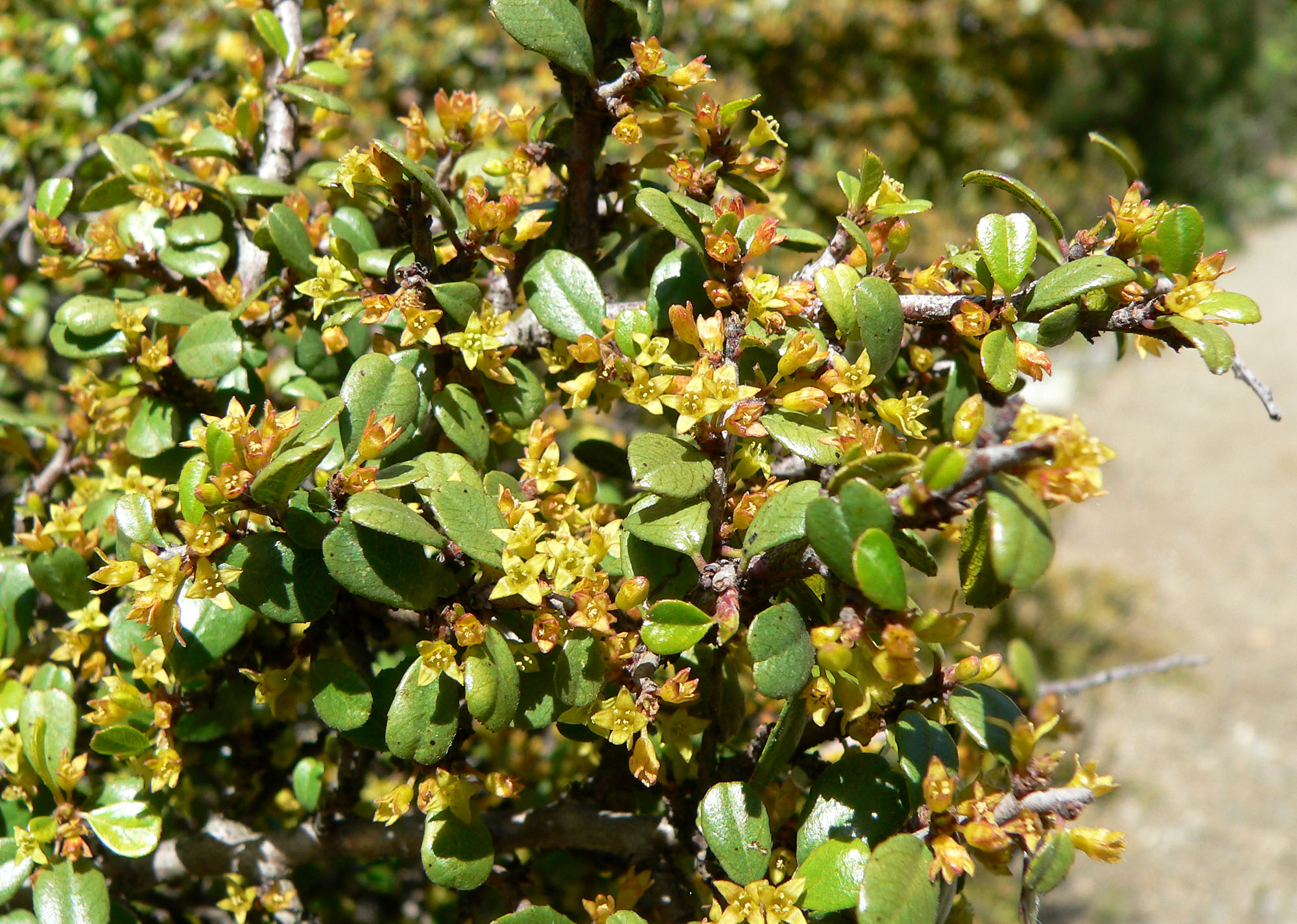
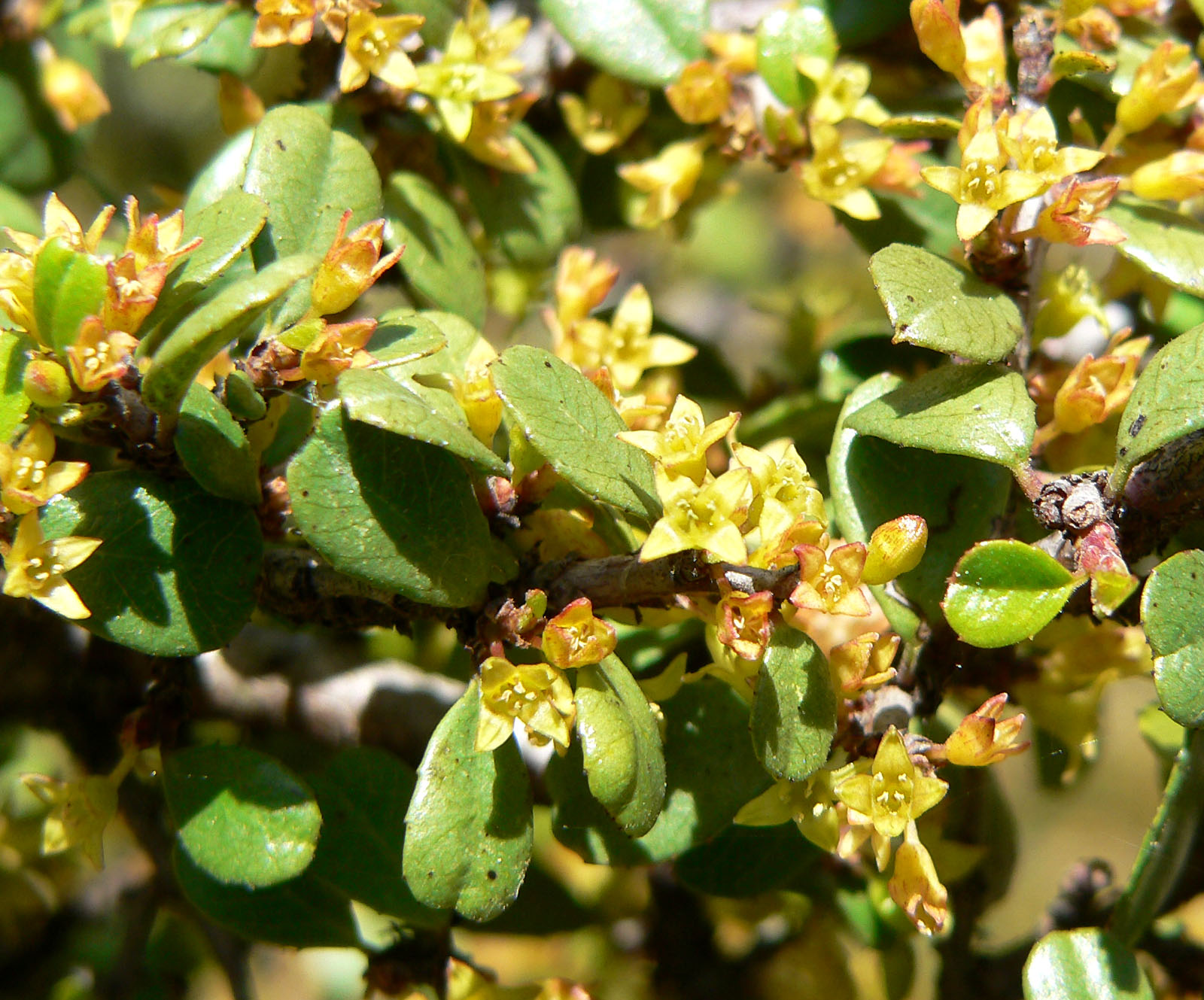
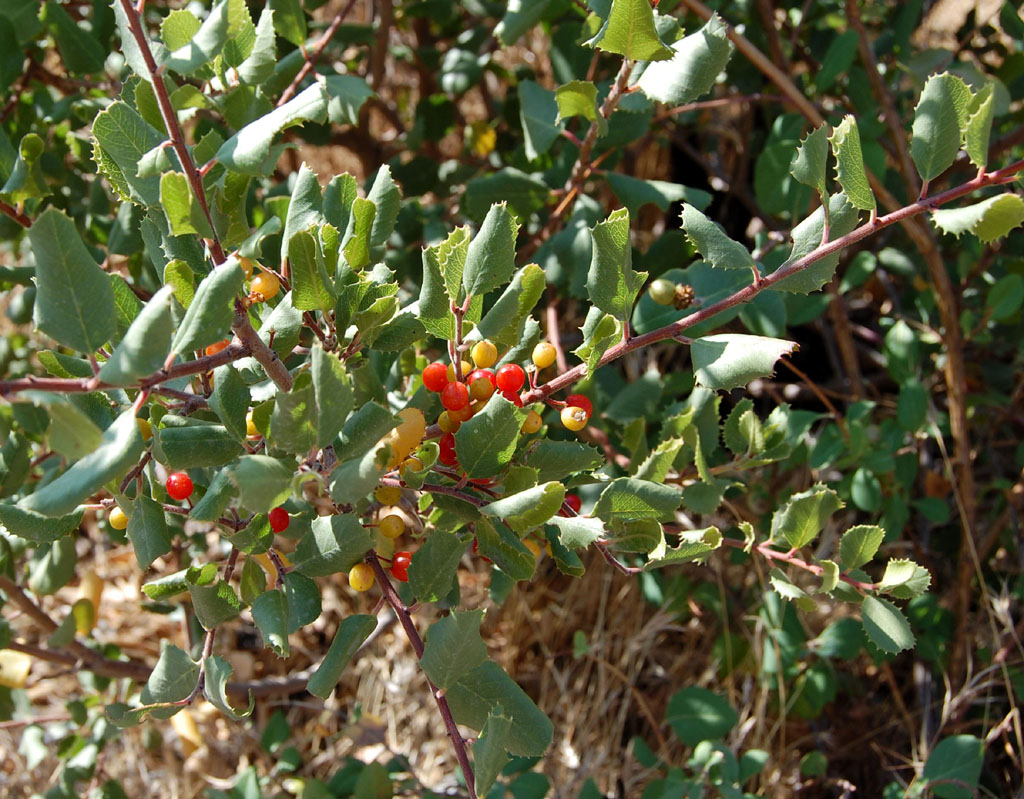
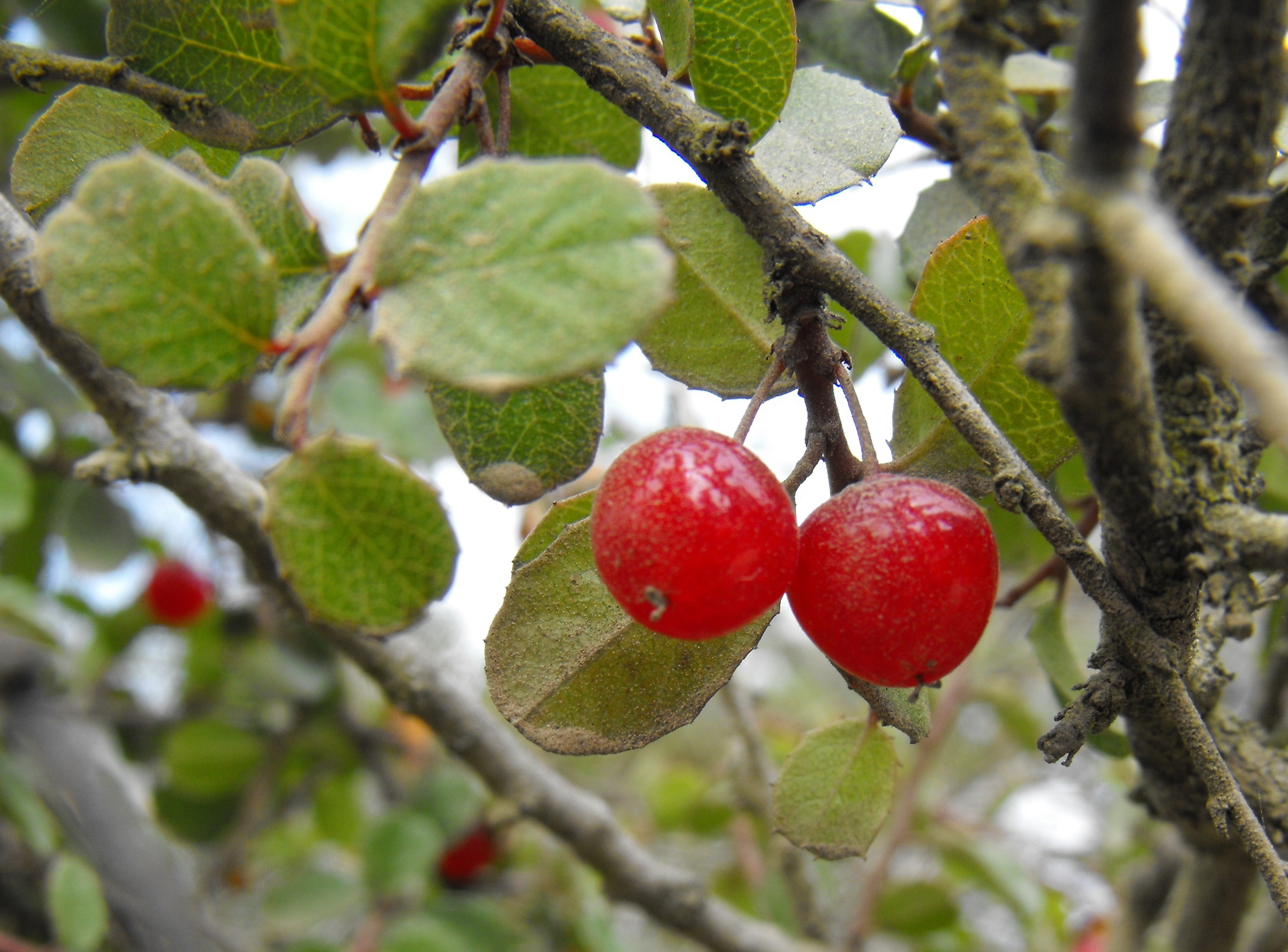